# ダイト
ダイト株式会社（英: Daito Pharmaceutical Co., Ltd.）は、富山県富山市に本社を置く、日本国内の製薬会社である。

## 概要
ジェネリック医薬品向けの原薬製造や新薬メーカー向け原薬、ジェネリック医薬品の開発・製造、健康食品販売などを行っている。
特に原薬・製剤の製造や、他社製品の受託・委託製造を積極的に行っている。
「医薬品原薬から製剤まで」というキャッチフレーズを掲げており、原薬から製剤までをバランスよく一貫製造するビジネスモデルが特徴である。
近年は高薬理活性製剤の製造に力を入れている。
宮城県のダイト薬品株式会社やその他同名会社と資本関係はない。(詳しくはダイト(曖昧さ回避)を参照)

## 経営理念
社是として次のものを定めている。

創造  闘志  誠実 
一、アイデアをもち考える人間
一、実行力と根性のある人間
一、自分は企業を守る人間

また、社是の下に経営理念を定めており、さらにその下に行動指針を定めている。

## 沿革
- 1942年6月30日 - 富山県の家庭薬を東南アジア方面へ輸出するという国策を受け、富山県の指導の下、統制会社として大東亜薬品交易統制会社を設立。
- 1948年12月 - 大東交易株式会社に社名変更。
- 1949年3月 - 事務所・工場を新設し配置用医薬品および医薬品製剤の製造を開始。
- 1950年 - 医薬品原料卸業部門を開設し、医薬品原料の販売を開始。
- 1965年4月 - 東京都千代田区に東京営業所を新設
- 1971年4月 - 医薬品原料の開発を目的とした研究所を富山市奥田新町に新設し、製造を開始。
- 1976年 - 医療用医薬品（ジェネリック医薬品）の製造を開始。
- 1979年 - 原薬の製造を開始。同年11月、GMP適合の第一製剤棟を富山市八日町に本社工場として新設し、配置用医薬品及、医療用医薬品を増産体制を整える。
- 1982年 - 本社工場に第一原薬棟を新設。
- 1985年12月 - 新研究棟および第二製剤棟を本社工場の隣接地に新設・移転。OTC用医薬品の製造を開始。
- 1989年10月 - 本社工場に第二原薬棟を新設。
- 1991年12月 - ダイト株式会社に社名変更。
- 1993年5月 - OTC医薬品を増産するため、本社工場に第三製剤棟を新設。
- 1999年6月 - 本社工場に第三原薬棟を新設。
- 2001年9月 - 本社工場に第五製剤棟を新設し、医療用医薬品の受託製造を開始。
- 2005年12月 - 本社事務所棟を本社工場の隣接地に新設・移転。
- 2007年 - 本社工場にて、10月に第三包装棟を、11月に第五原薬棟をそれぞれ新設。
- 2008年6月 - Daito Pharmaceuticals America, Inc.を設立。
- 2008年10月 - 本社工場に第六製剤棟を新設。
- 2010年3月24日 - 東京証券取引所2部に上場。
- 2011年3月24日 - 東京証券取引所1部へ指定替え。
- 2012年9月 - 安微微納生命科学技術開発有限責任公司を子会社化。[現社名：大桐製薬(中国)有限責任公司]
- 2014年12月 - 本社工場に第七製剤棟を新設。
- 2015年10月 - 本社工場に第六原薬棟・第三原薬包装棟を新設。
- 2016年2月 - 医薬品工業化プロセス研究棟を新設。
- 2017年7月 - 高薬理R＆Dセンターを新設。
- 2018年11月 - 本社工場に第八製剤棟を新設。
- 2022年4月 - 東京証券取引所 プライム市場へ移行。
- 2022年5月 - 本社工場に第七原薬棟を新設。

## グループ会社
- 大和薬品工業 - 富山県の連結子会社。
- Daito Pharmaceuticals America, Inc. - アメリカで原薬・製剤の輸出業務支援を行う米国法人。
- 大桐製薬(中国)有限責任公司 - 中国で医薬品製造販売を行う子会社。
- 千輝薬業(安徽)有限責任公司 - 中国のグループ会社(連結非対象)。
- 安徽鼎旺医薬有限公司 - 中国のグループ会社(連結非対象)。